# Antocha postnotalis
Antocha postnotalis är en tvåvingeart som beskrevs av Alexander 1974. Antocha postnotalis ingår i släktet Antocha och familjen småharkrankar. Inga underarter finns listade i Catalogue of Life.